# Дочка фараона

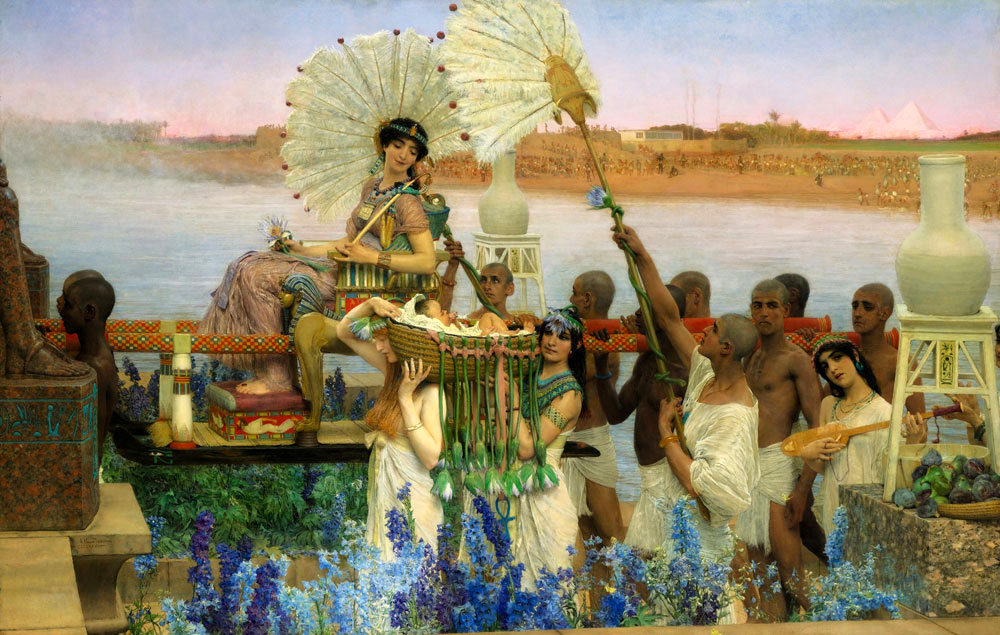
Знайдення Мойсея (картина Лоуренса Альма-Тадема, 1904)

Дочка фараона - невідомий біблійний персонаж зі Старого Завіту . Відповідно до історії, що міститься в Книзі Вихід (Вихід 2:5-10), вона виловила кошик з хлопчиком з річки, якого вона назвала Мойсеєм, і якого потім виховала як свого власного сина.

## Довідник
Хоча в Біблії немає імені дочки фараона, в Агаді вона ототожнюється з дочкою фараона Бітією (בִּתְיָה), дружиною Мереда, згаданою в Першій книзі хронік (Перша книга хроніки 4:18). Рабинська традиція розглядає її як поклонницю Яхве, ймовірно таємно навернену в іудаїзм, і ототожнює її чоловіка Мереда з Калебом . Вона мала бути єдиним первістком у Єгипті, якого врятували під час 10-ї чуми  . Згідно з Книгою Ювілеїв, дочка фараона носила ім'я Тармут, у Артапана Олександрійського — Мерріс, а у Йосипа Флавія — Термутис  .
За ісламською традицією її звуть Асія, і вона є дружиною, а не дочкою фараона. Ісламські екзегети також приписують їй таємне поклоніння Богу Ізраїлю  .

Сюжет з зображенням доньки фараона, яка знаходить кошик із маленьким Мойсеєм , часто зустрічається в християнському мистецтві, де він є праобразом втечі Святої родини до Єгипту. Дочка фараона, зазвичай одягнена в багаті мантії, часто супроводжується слугами та Міріам, яка таємно спостерігає за всією сценою   .

Зображення біблійної сцени в європейському живописі
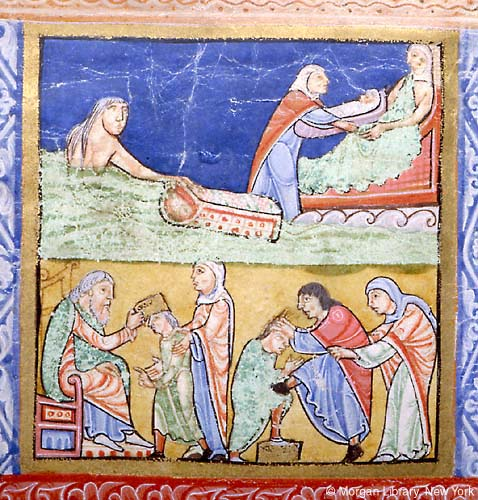
Англійська мініатюра 12 ст
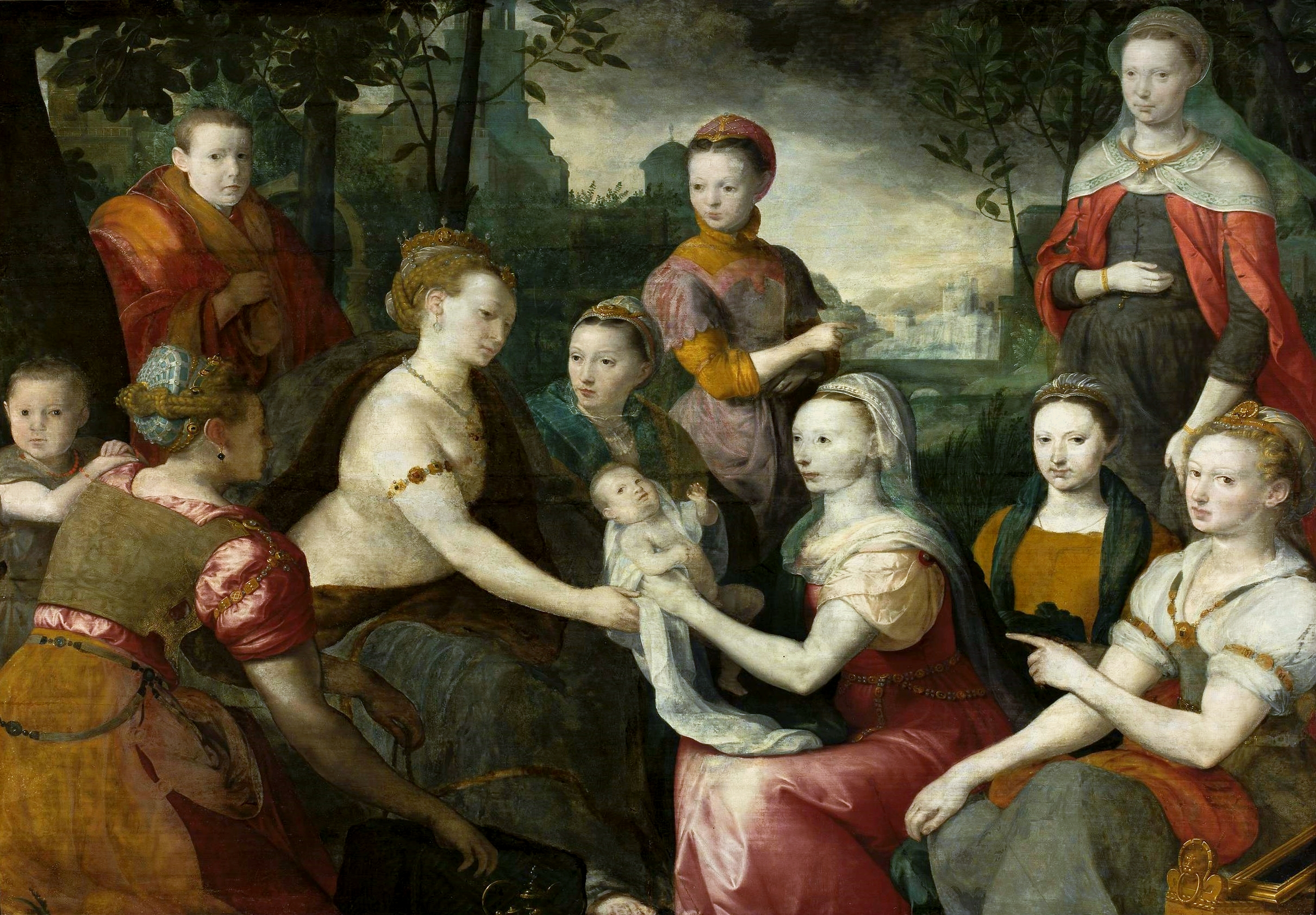
Бернард де Рейкер(бл. 1556)
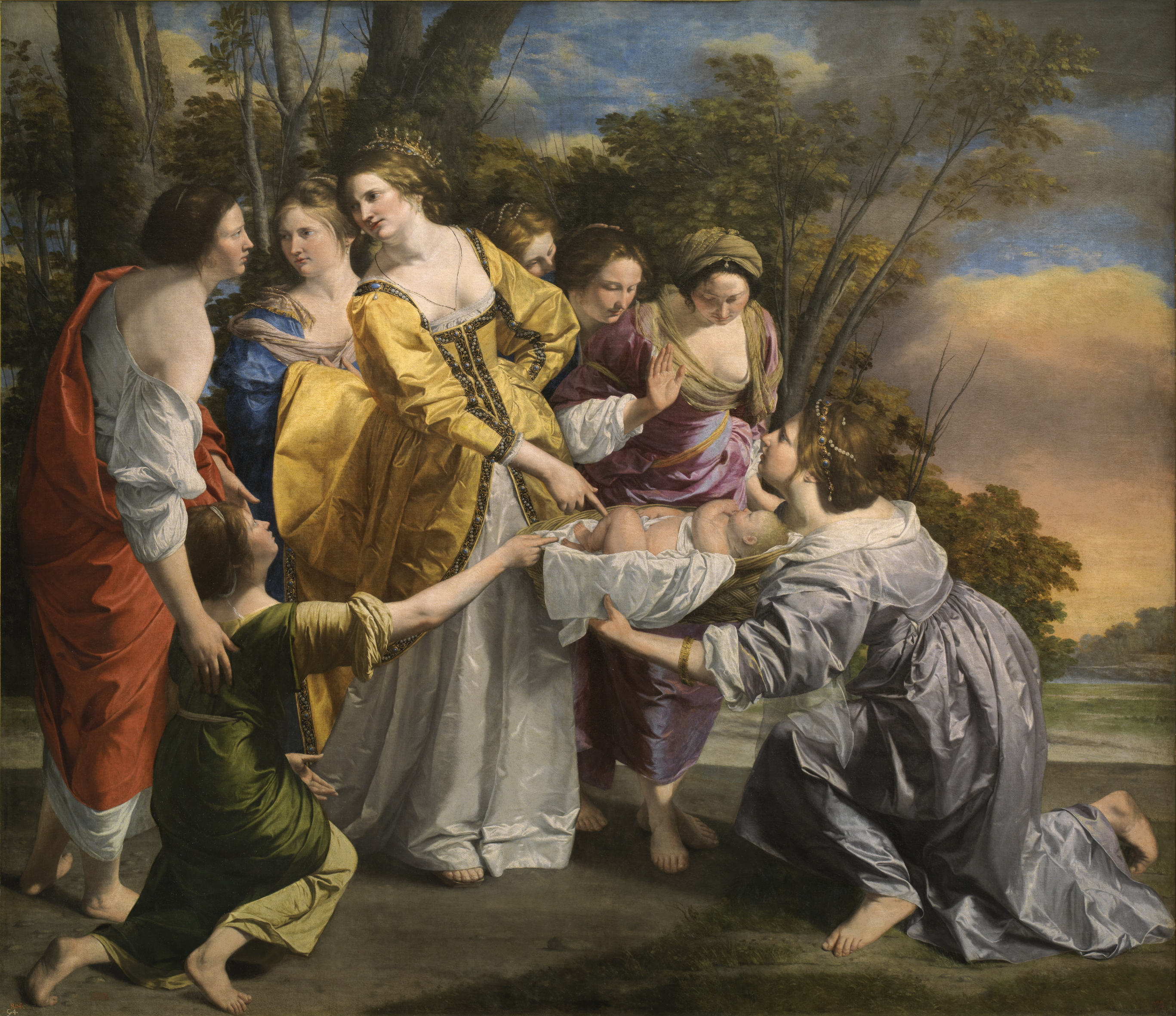
Ораціо Джентілескі(1633)
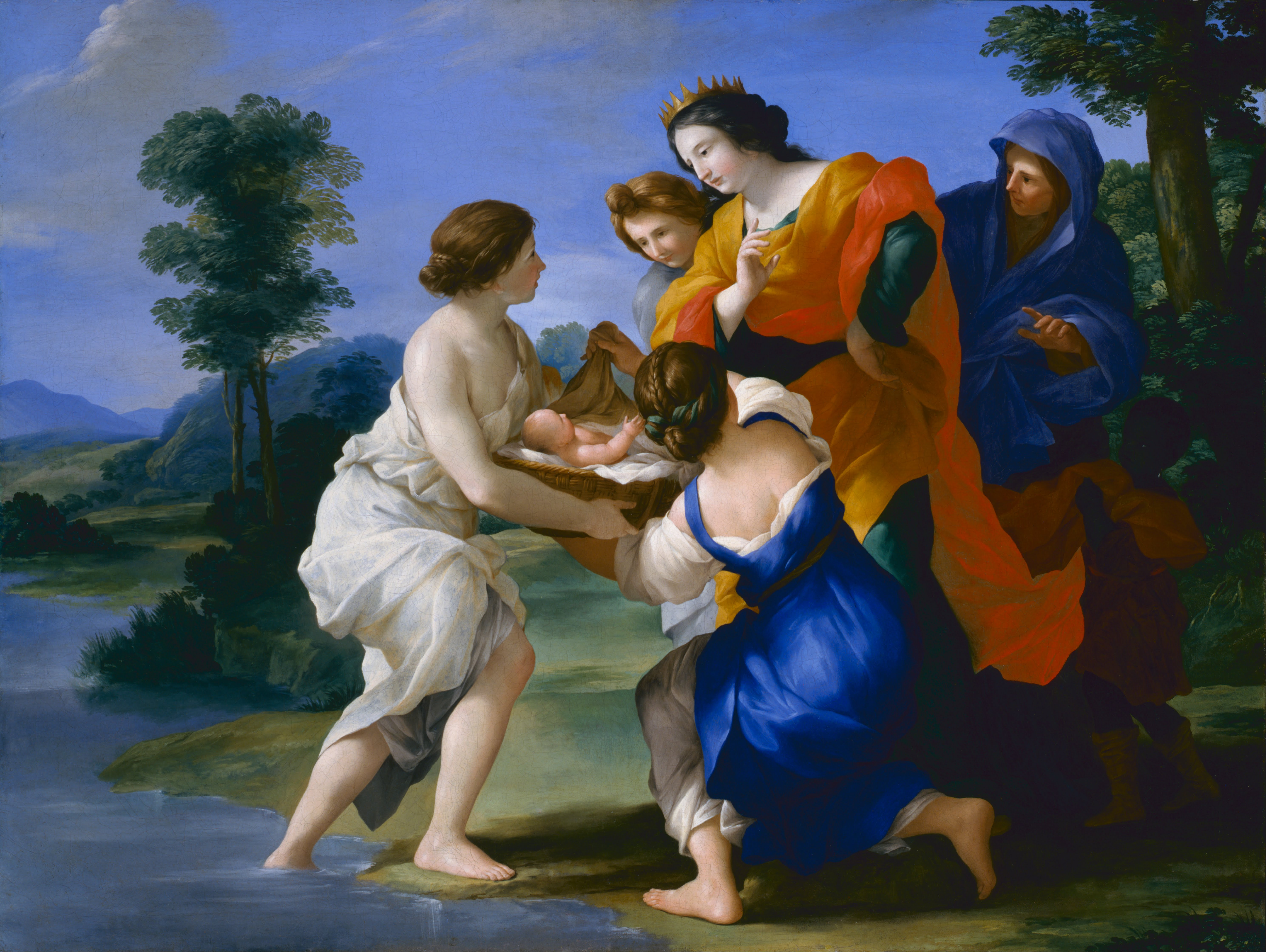
Джоанна Франческо Романель(бл. 1656)
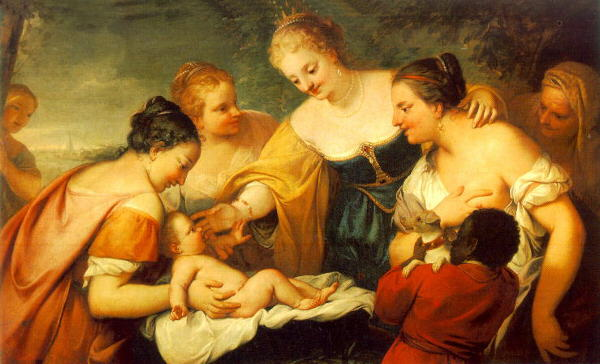
Андреа Челесті(1700)
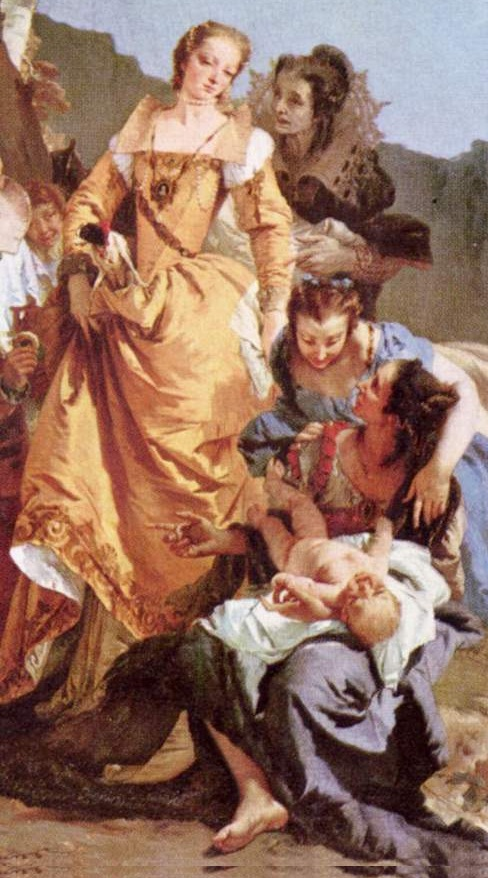
Джованні Баттіста Тьєполо(1740)
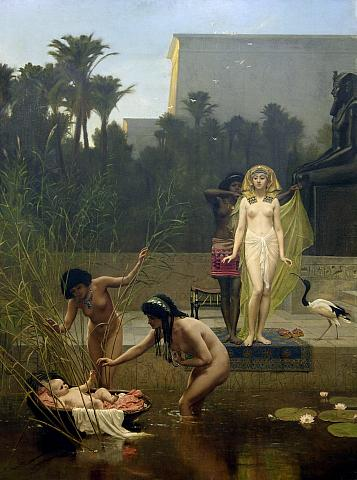
Фредерік Гудолл(1862)
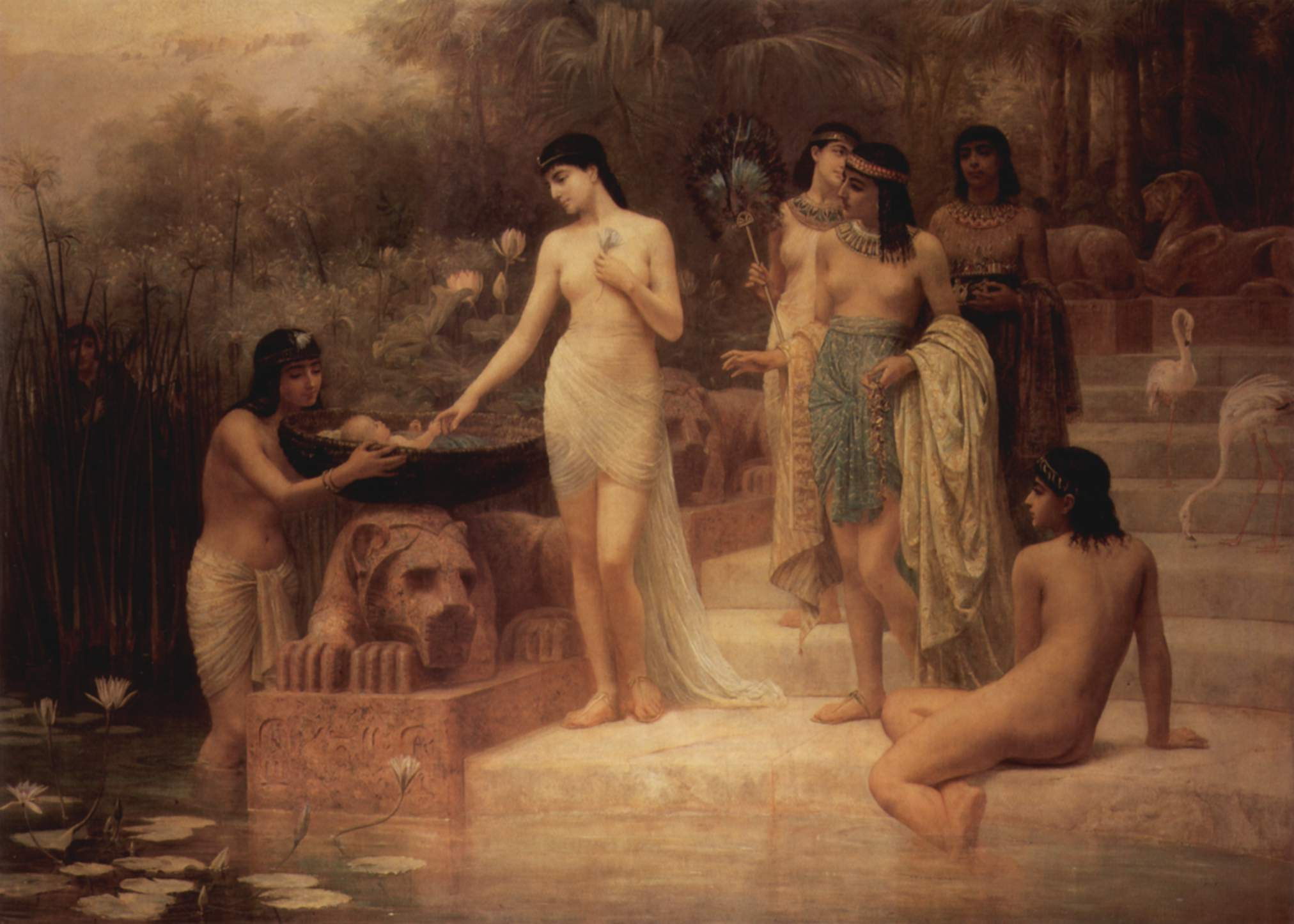
Едвін Лонг(1886)
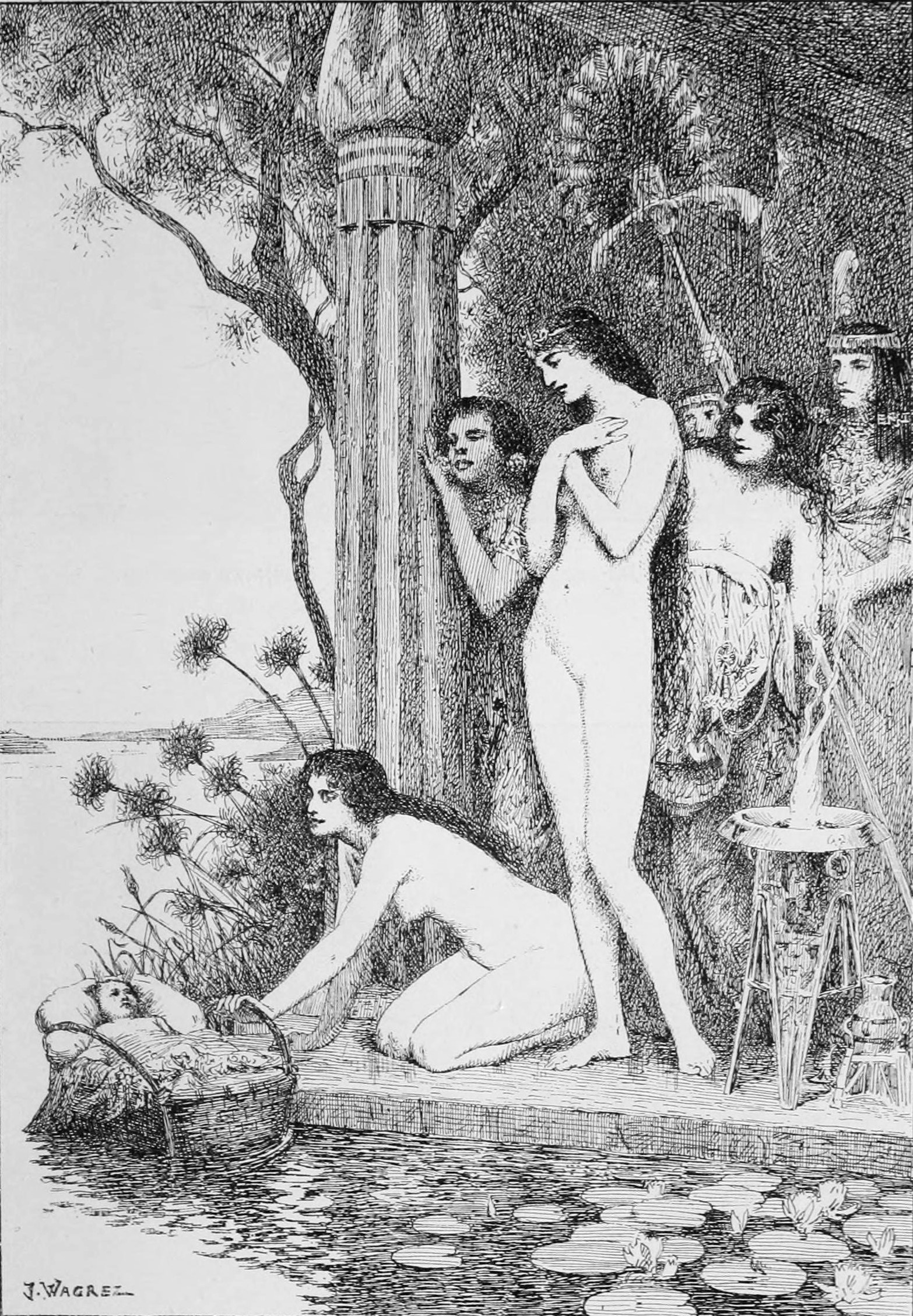
Жак Клеман Вагре(1894)
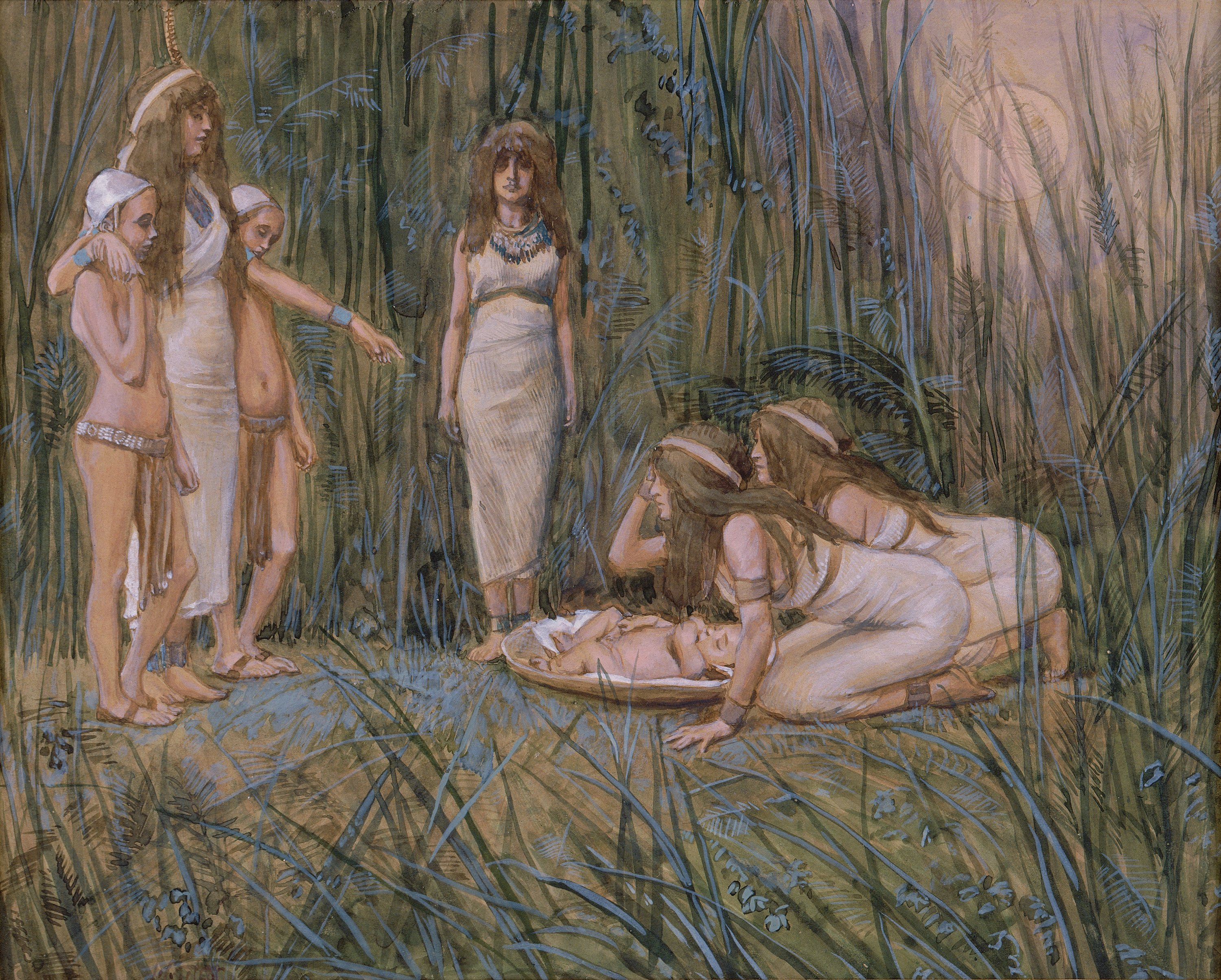
Жак-Жозеф Тіссо(бл. 1900)